# یواس‌اس اسکیل (ای‌ام-۱۱۵)
یواس‌اس اسکیل (ای‌ام-۱۱۵) (به انگلیسی: USS Skill (AM-115)) یک زیردریایی بود که طول آن ۲۲۱ فوت ۳ اینچ (۶۷٫۴۴ متر) بود. این زیردریایی در سال ۱۹۴۲ ساخته شد.